# 藤原光業
藤原 光業（ふじわら の みつなり）は、平安時代中期の貴族。藤原北家真夏流、図書頭・藤原篤茂の子。官位は従五位上（または従五位下）・日向守。
安房国の国司を歴任するも、長元3年（1030年）、平忠常の乱により印鎰を捨てて帰京したとされる。

## 系譜
- 父：藤原篤茂（英語版）
- 母：式部卿宮官女
- 妻：土佐守頼友の娘（姓不明）
  - 男子：藤原範綱